# 德克薩斯鎮區 (阿肯色州李縣)
德克薩斯鎮區（英語：Texas Township）是位於美國阿肯色州李縣的一個行政鎮區。

## 地方資料
德克薩斯鎮區的面積為111.92平方千米，當中陸地面積為111.78平方千米，而水域面積為0.14平方千米。根據2010年美國人口普查的數據，當地共有人口383人，而人口密度為每平方千米3.42人。